# Michael Grant (historyk)
Michael Grant (ur. 21 listopada 1914 w Londynie, zm. 4 października 2004) – angielski filolog klasyczny, popularyzator wiedzy o starożytności.

## Życiorys
Studiował w Trinity College na Uniwersytecie Cambridge . W 1989 opublikował tłumaczenie Roczników Tacyta; był także autorem wielu publikacji, w których zajmował się starożytnymi Grekami i Rzymianami, oraz autobiografii My First Eighty Years (1994). W 1946 został oficerem, a w 1958 komandorem Orderu Imperium Brytyjskiego.

## Wybrane publikacje
- Roman History from Coins (1958)
- Myths of the Greeks and Romans (1962)
- Gladiators (1967)
- Roman Myths (1971)
- The Jews in the Ancient World (1973)
- The Army of the Caesars (1974)
- The Twelve Caesars (1975)
- History of Rome (1978)
- Dawn of the Middle Ages (1981)
- The Roman Emperors (1985)
- The Rise of the Greeks (1987)
- The Classical Greeks (1989)
- The Fall of the Roman Empire (1990)
- Constantine the Great: The Man and His Times (1994)
- From Rome to Byzantium: The Fifth Century (1998)

## Tłumaczenia na język polski
- Mity rzymskie, Państwowy Instytut Wydawniczy, Warszawa 1978, 289 ss., seria: Rodowody Cywilizacji
- Neron, Państwowy Instytut Wydawniczy, Warszawa 1980, 218 ss., seria: Biografie Sławnych Ludzi
- Miasta Wezuwiusza, PIW, Warszawa 1986, 278 ss., seria: Rodowody Cywilizacji
- Gladiatorzy, tłum. Tadeusz Rybowski, Ossolineum, Wrocław 1980, 128 ss., ISBN 83-04-00047-4
- Dzieje dawnego Izraela, PIW, Warszawa 1991, 360 ss., seria: Rodowody Cywilizacji ISBN 83-06-02154-1
- Dwunastu cezarów, Wydawnictwo Cyklady, Warszawa 1997, 243 ss. ISBN 83-86859-21-0
- Herod Wielki, Wydawnictwo Cyklady, Warszawa 2000, 290 ss. ISBN 83-86859-51-2
- Kto jest kim w mitologii klasycznej (współautor: John Hazel), Zysk i S-ka, Poznań 2000, 310 ss. ISBN 83-7150-714-3
- Święty Piotr, Wydawnictwo Cyklady, Warszawa 2004, 171 ss.